# Аустрија на Светском првенству у атлетици на отвореном 2019.
Аустрија је на 17. Светском првенству у атлетици на отвореном 2019. одржаном у Дохи од 27. септембра до 6. октобра учествовала седамнаести пут, односно учествовала је на свим првенствима до данас. Репрезентацију Аустрије је представљало 6 атлетичара (2 мушкарца и 4 жене) који су се такмичили у 5 дисциплине (2 мушке и 3 женске).,.
На овом првенству Аустрија је по броју освојених медаља заузела 30. место са 2 освојене медаље (2 бронзане). У табели успешности према броју и пласману такмичара који су учествовали у финалним такмичењима (првих 8 такмичара) Аустрија је са 2 учесника у финалу делила 32 место са 12 бодова.
| Плас. | Земља    | 1. место | 2. место | 3. место | 4. место | 5. место | 6. место | 7. место | 8. место | Бр. финал. | Бод. |
| ----- | -------- | -------- | -------- | -------- | -------- | -------- | -------- | -------- | -------- | ---------- | ---- |
| 30.   | Аустрија | 0        | 0        | 2        | 0        | 0        | 0        | 0        | 0        | 2          | 12   |

## Учесници
| Мушкарци: - Лемаворк Кетема — Маратон - Лукас Вајсхајдингер — Бацање диска | Жене: - Беате Шрот — 100 м препоне - Викторија Хадсон — Бацање копља - Верена Прајнер — Седмобој - Ивона Дадић — Седмобој |  |

## Освајачи медаља (2)

### бронза (2)
- Лукас Вајсхајдингер — Бацање диска
- Верена Прајнер — Седмобој

## Резултати

### Мушкарци
| Атлетичар           | Дисциплина   | Лични рекорд | Квалификације | Квалификације | Полуфинале | Полуфинале | Финале   | Финале       | Детаљи |
| Атлетичар           | Дисциплина   | Лични рекорд | Резултат      | Место         | Резултат   | Место      | Резултат | Место        | Детаљи |
| ------------------- | ------------ | ------------ | ------------- | ------------- | ---------- | ---------- | -------- | ------------ | ------ |
| Валентин Пфајл      | маратон      | 2:10:44      |               |               |            |            | 2:20:45  | 41 / 55 (73) |        |
| Лукас Вајсхајдингер | Бацање диска | 68,98 НР     | 63,31 кв      | 6. у гр. А    |            |            | 66,82    |              |        |

### Жене
| Атлетичарка      | Дисциплина    | Лични рекорд | Квалификације | Квалификације | Полуфинале | Полуфинале | Финале                | Финале       | Детаљи |
| Атлетичарка      | Дисциплина    | Лични рекорд | Резултат      | Место         | Резултат   | Место      | Резултат              | Место        | Детаљи |
| ---------------- | ------------- | ------------ | ------------- | ------------- | ---------- | ---------- | --------------------- | ------------ | ------ |
| Беате Шрот       | 100 м препоне | 12,82        | 13,08 кв      | 5. у гр. 3    | 13,25      | 6. у гр. 3 | Нису се квалификовале | 22 / 36 (38) |        |
| Викторија Хадсон | Бацање копља  | 59,98        | 52,51         | 16. у гр. А   |            |            | Нису се квалификовале | 31 / 31      |        |

#### Седмобој
| Дисциплина    | Ивона Дадић | Ивона Дадић | Ивона Дадић | Ивона Дадић | Ивона Дадић | Ивона Дадић |
| Дисциплина    | Лич. рек.   | Резултат    | Бод.        | Плас.       | Укупно      | Плас.       |
| ------------- | ----------- | ----------- | ----------- | ----------- | ----------- | ----------- |
| 100 м препоне | 13,36       | Диск.       | 0           |             | 0           |             |
| Скок увис     | 1,87д       | НС          |             |             |             |             |
| Бацање кугле  | 14,86       | НС          |             |             |             |             |
| 200 м         | 23,61       | НС          |             |             |             |             |
| Скок удаљ     | 6,49        |             |             |             |             |             |
| Бацање копља  | 52,48       |             |             |             |             |             |
| 800 м         | 2:10,67     |             |             |             |             |             |
| Седмобој      | 6.552       |             |             |             | НЗ          |             |

| Дисциплина    | Верена Прајнер | Верена Прајнер | Верена Прајнер | Верена Прајнер | Верена Прајнер | Верена Прајнер |
| Дисциплина    | Лич. рек.      | Резултат       | Бод.           | Плас.          | Укупно         | Плас.          |
| ------------- | -------------- | -------------- | -------------- | -------------- | -------------- | -------------- |
| 100 м препоне | 13,42          | 13,25 ЛР       | 1.087          | 7.             | 1.087          | 7.             |
| Скок увис     | 1,80           | 1,77           | 941            | 10.            | 2.028          | 9.             |
| Бацање кугле  | 14,65д         | 14,21          | 808            | 5.             | 2.836          | 7.             |
| 200 м         | 23,96          | 23,96 ЛР       | 985            | 5.             | 3,821          | 6.             |
| Скок удаљ     | 6,34           | 6,36 ЛР        | 962            | 5.             | 4.783          | 4.             |
| Бацање копља  | 49,58          | 46,68          | 796            | 8.             | 5.579          | 3.             |
| 800 м         | 2:07,74        | 2:08,88        | 981            | 2.             | 6.560          | 3.             |
| Седмобој      | 6.591 НР       |                |                |                | 6.560          |                |